# غابيانو
غابيانو (بالإيطالية: Gabiano)‏ هي بلدية في مقاطعة ألساندريا في إقليم بييمونتي في إيطاليا.

## السكان
في سنة 1861 بلغ عدد السكان 3٬380 نسمة، وتطور العدد ليصل في سنة 2011 لـ 1٬212 نسمة.
يظهر هذا المخطط البياني تطور النمو السكاني لـ غابيانو